# イギリスの大学一覧
イギリスの大学一覧（イギリスのだいがくいちらん）では、イギリス及び海外領の大学一覧、その他の学位授与権を持つ機関の一覧、及び廃止された大学機関の一覧を掲載する。

## 大学一覧（英称アルファベット順）
この一覧は、英国政府の公式ウェブサイトに掲載されている公認団体の一覧に準じている。この一覧に掲載されている全機関は、大学としての地位を有する公認団体であり、公認団体リストの名称に大学の名称を使用しているか、名称に大学の名称を使用していない少数の大学については学生課（Office for Students）のデータベースを参照することにより、その旨を示している。ロンドン大学のカレッジは、大学としての地位があるカレッジのみ掲載される。
- アバディーン大学
- アバーテイ大学
- アベリストウィス大学

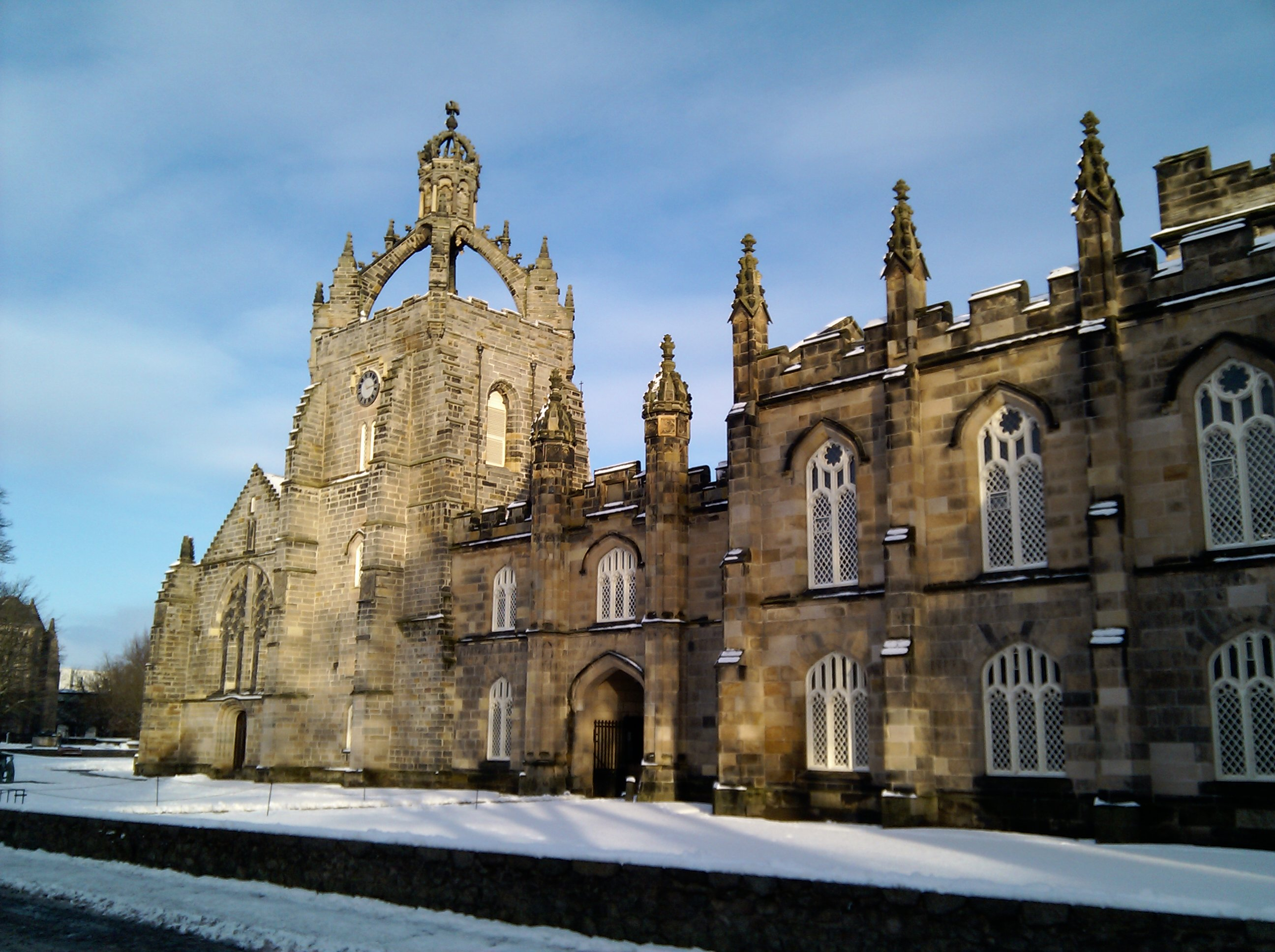
アバディーン大学キングス・カレッジ

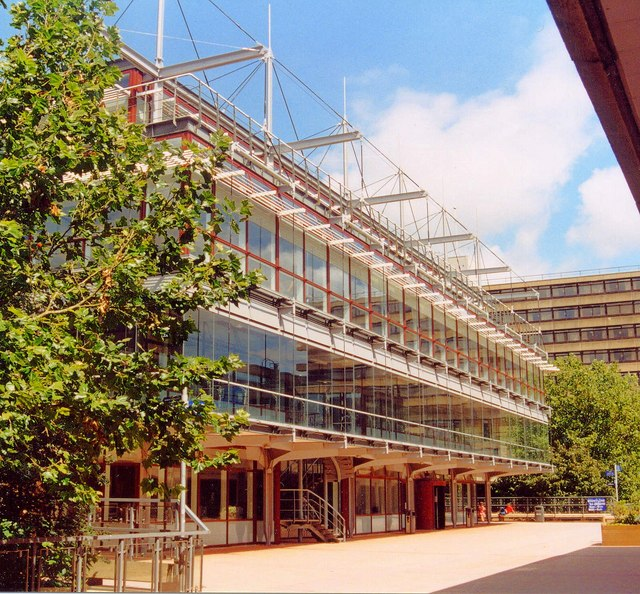
バース大学図書館

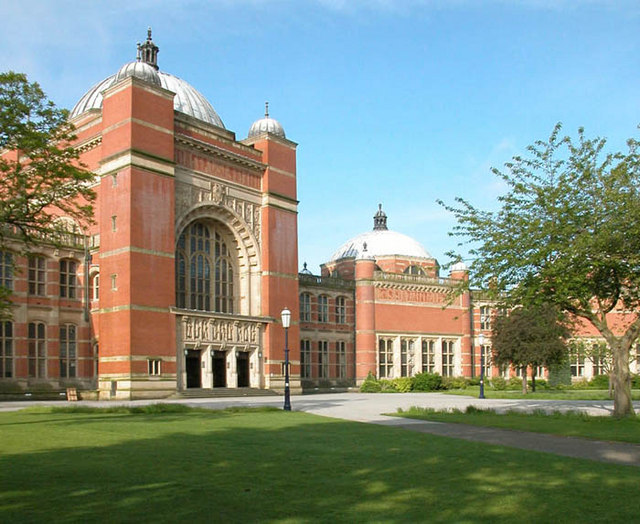
バーミンガム大学のAston Webb Hall

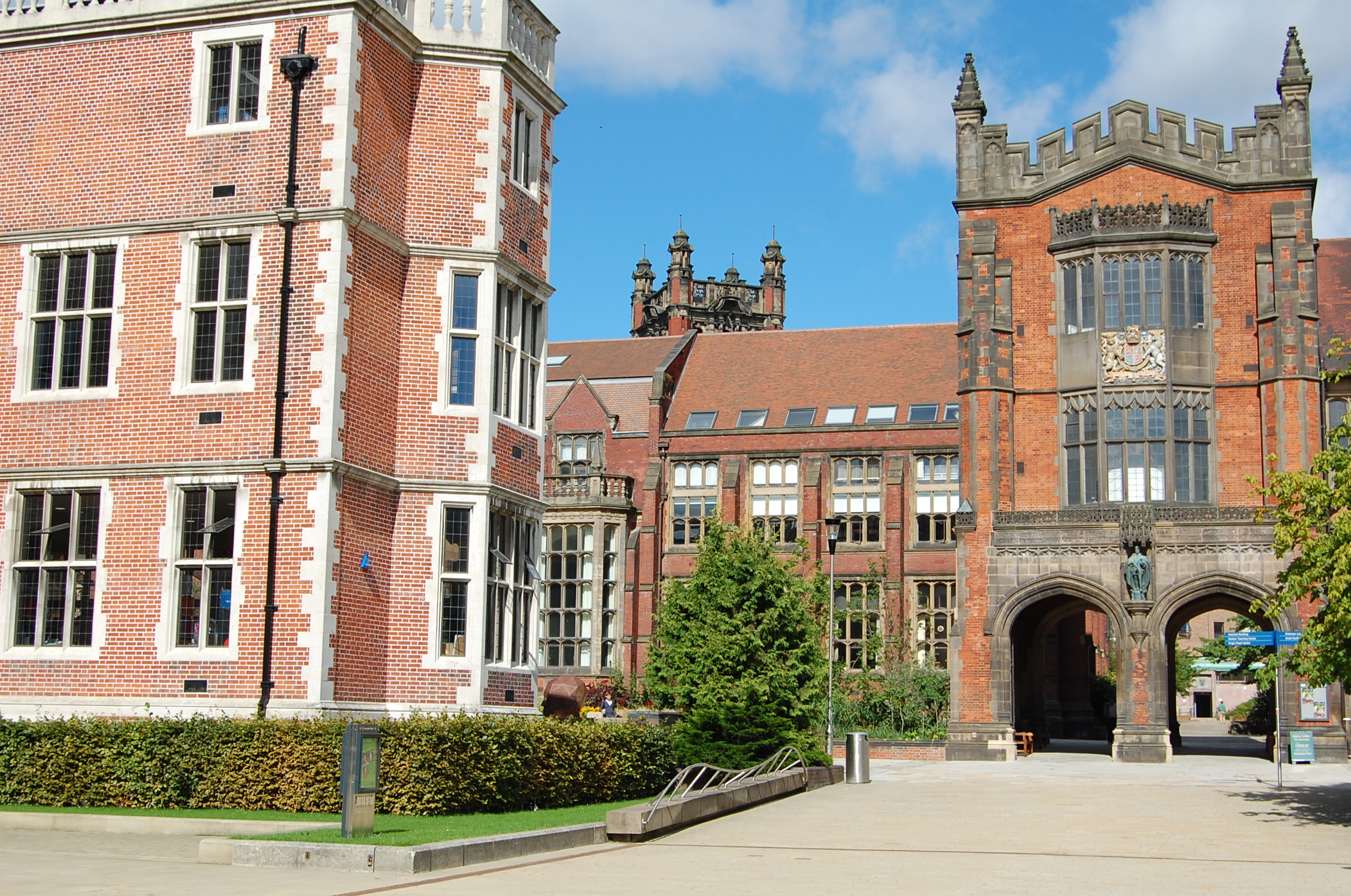
1911年に建てられたキングス・ロードのアーチ、ニューカッスル大学の象徴的存在

- アングリア・ラスキン大学 - ケンブリッジ
- アーデン大学 - 私立、遠隔教育およびブレンディッドラーニング、ロンドン、バーミンガム、マンチェスター、ベルリン
- アストン大学 - バーミンガム
- バンガー大学
- バース大学
- バース・スパ大学
- ベッドフォードシャー大学 - ルートン、ベッドフォード
- バーミンガム大学
- バーミンガム・シティ大学
- ユニバーシティ・カレッジ・バーミンガム[Note 1]
- ビショップ・グロースツテステ大学 - リンカーン
- ボルトン大学
- ボーンマス芸術大学
- ボーンマス大学
- BPP大学 - 私立
- ブラッドフォード大学
- ブライトン大学
- ブリストル大学
- ブルネル大学 - アクスブリッジ、ロンドン
- バッキンガム大学 - 私立
- 新バッキンガムシャー大学 - ハイ・ウィコム

- ケンブリッジ大学

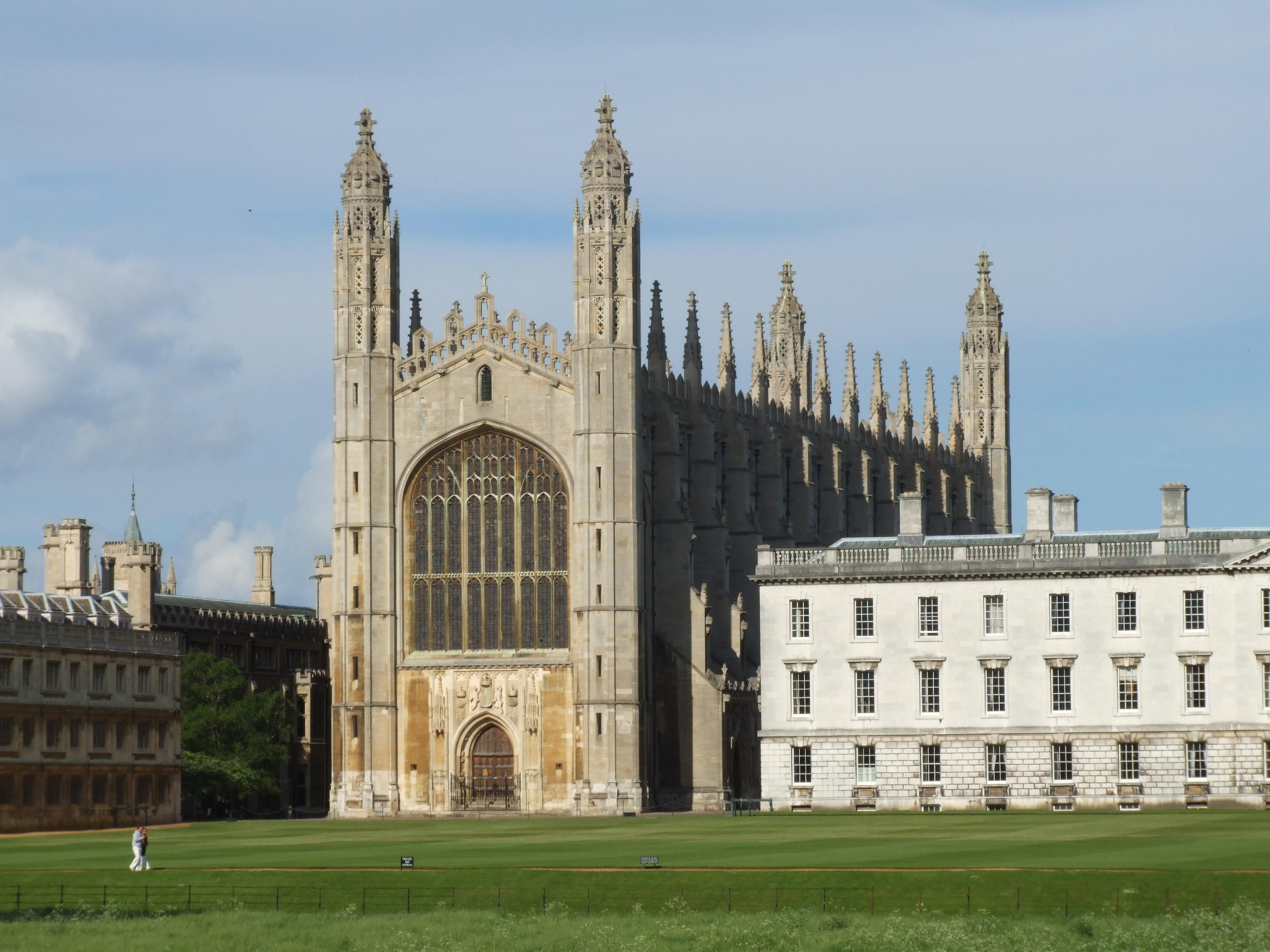
ケンブリッジ大学のキングス・カレッジ・チャペル

- カンタベリー・クライスト・チャーチ大学 - カンタベリー、サネット、タンブリッジウェルズ、チャタム
- カーディフ・メトロポリタン大学（旧ウェールズ大学カーディフ校）
- カーディフ大学
- チェスター大学 - チェスター、ウォリントン
- チチェスター大学
- コヴェントリー大学 - CUコベントリー、CUスカボロー、CUロンドンを含む
- クランフィールド大学
- UCA芸術大学 - カンタベリー、エプソム、ファーナム、メイドストーン、ロチェスター
- カンブリア大学 - カーライル（メインキャンパス）、ロンドン、ランカスター、ペンリス、アンブルサイド
- デ・モントフォート大学 - レスター
- ダービー大学
- ダンディー大学

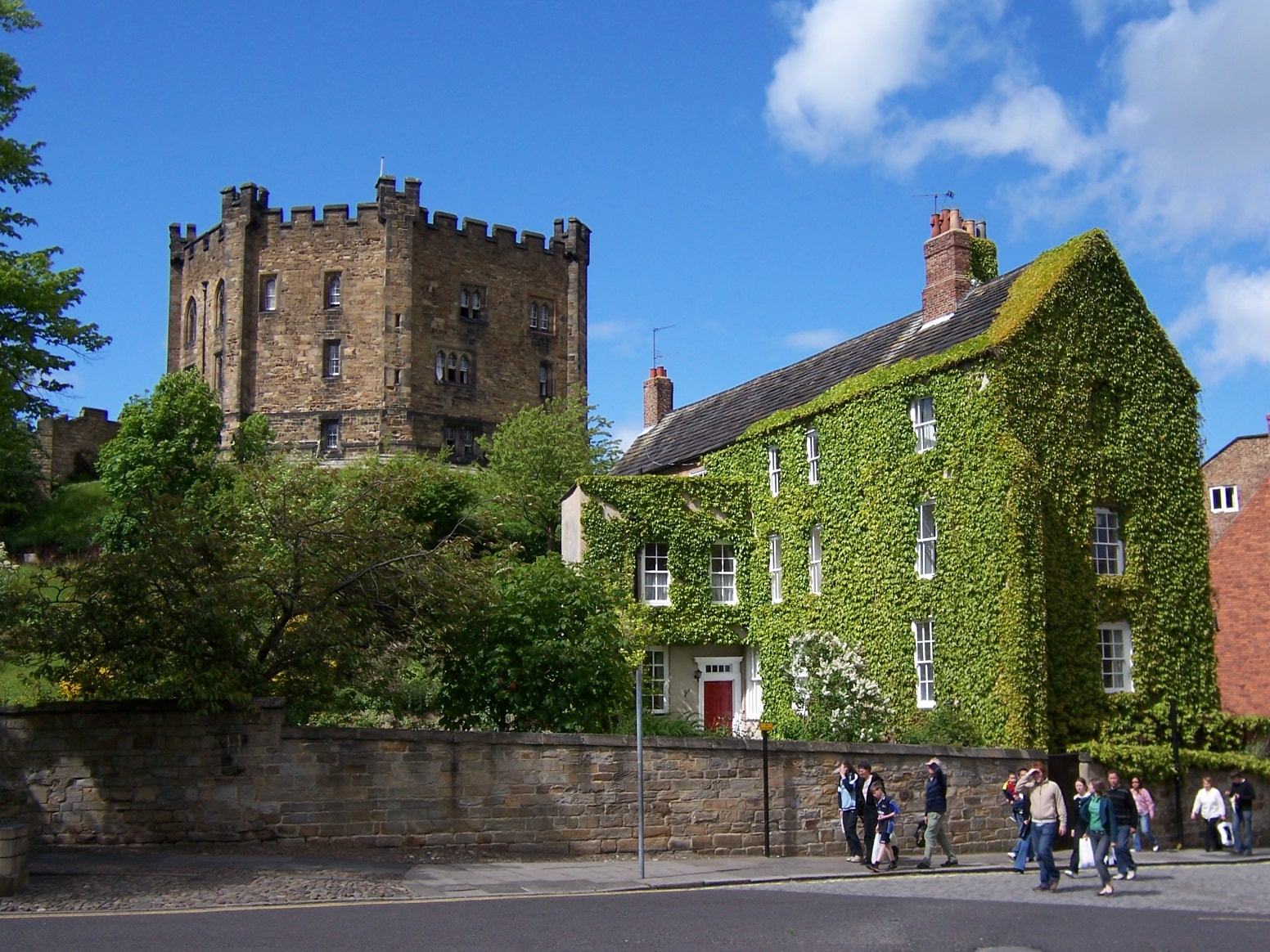
ダラム大学のダラム城

- ダラム大学 - ダラム、ストックトン・オン・ティーズ（クイーンズ・キャンパス）

- イースト・アングリア大学 - ノリッジ
- イースト・ロンドン大学

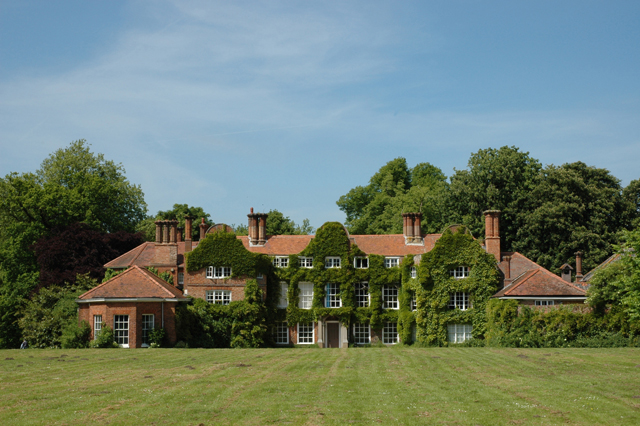
イーストアングリア大学のEarlham Hall

- エッジ・ヒル大学 - オームスカーク、ランカシャー

- エディンバラ大学
- エディンバラ・ネピア大学
- エセックス大学

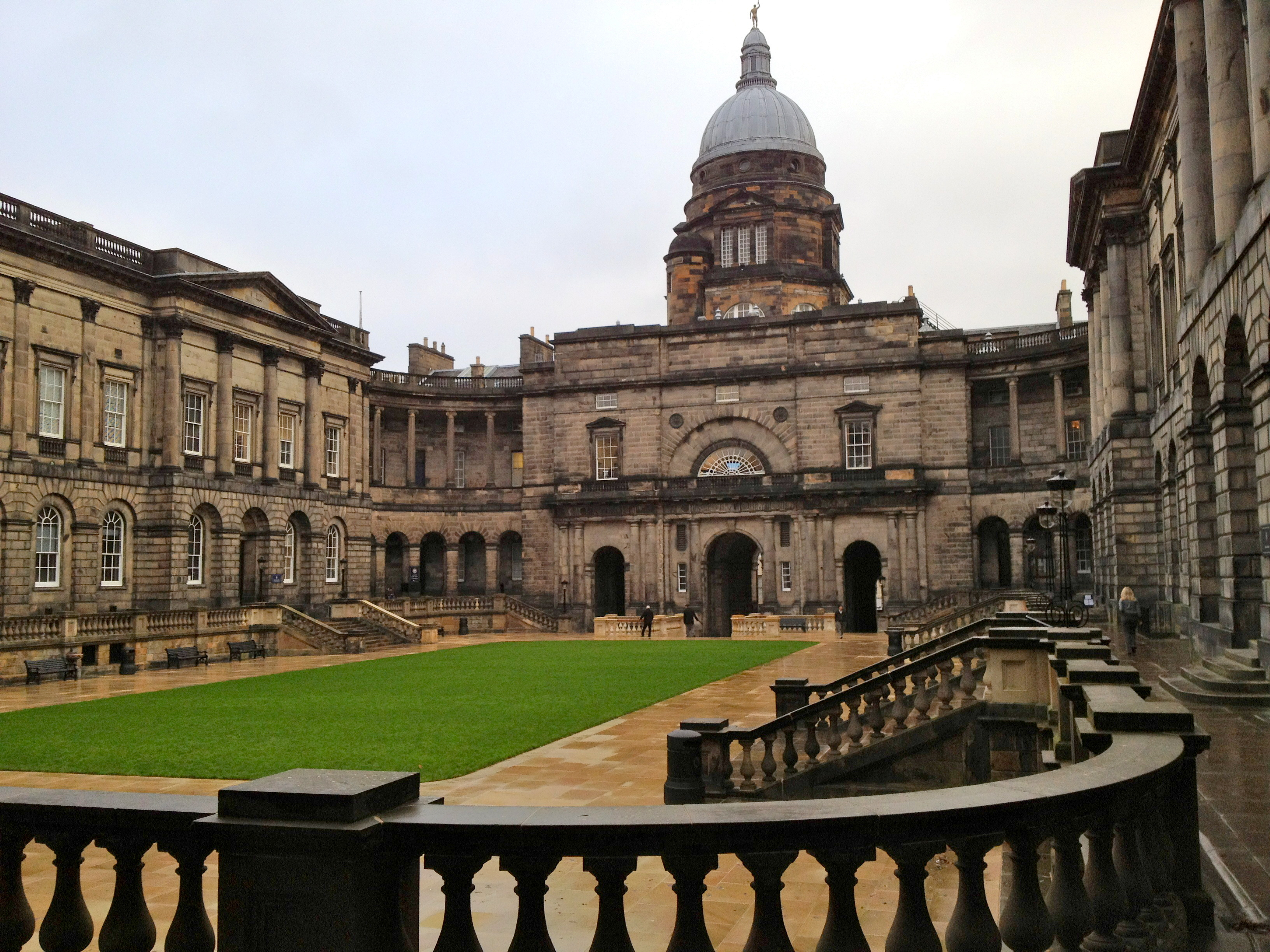
エディンバラ大学のオールド・カレッジ

- エクセター大学 - コルチェスター、サウスエンドオンシー
- ファルマス大学
- グラスゴー大学
- グラスゴー・カレドニアン大学
- グロスターシャー大学 - チェルトナム、グロスター、ロンドン
- グリニッジ大学
- ハーパー・アダムス大学 - ニューポート、シュロップシャー
- ハートプリー大学 - グロスター
- ヘリオットワット大学 - エディンバラ、ガラシールズ
- ハートフォードシャー大学 - ハットフィールド
- ハイランド・アンド・アイランズ大学 - インバネス（メインキャンパス）、エルギン、パース、スコットランド北部と西部
- ハダーズフィールド大学 - ハダーズフィールド、バーンズリー
- ハル大学

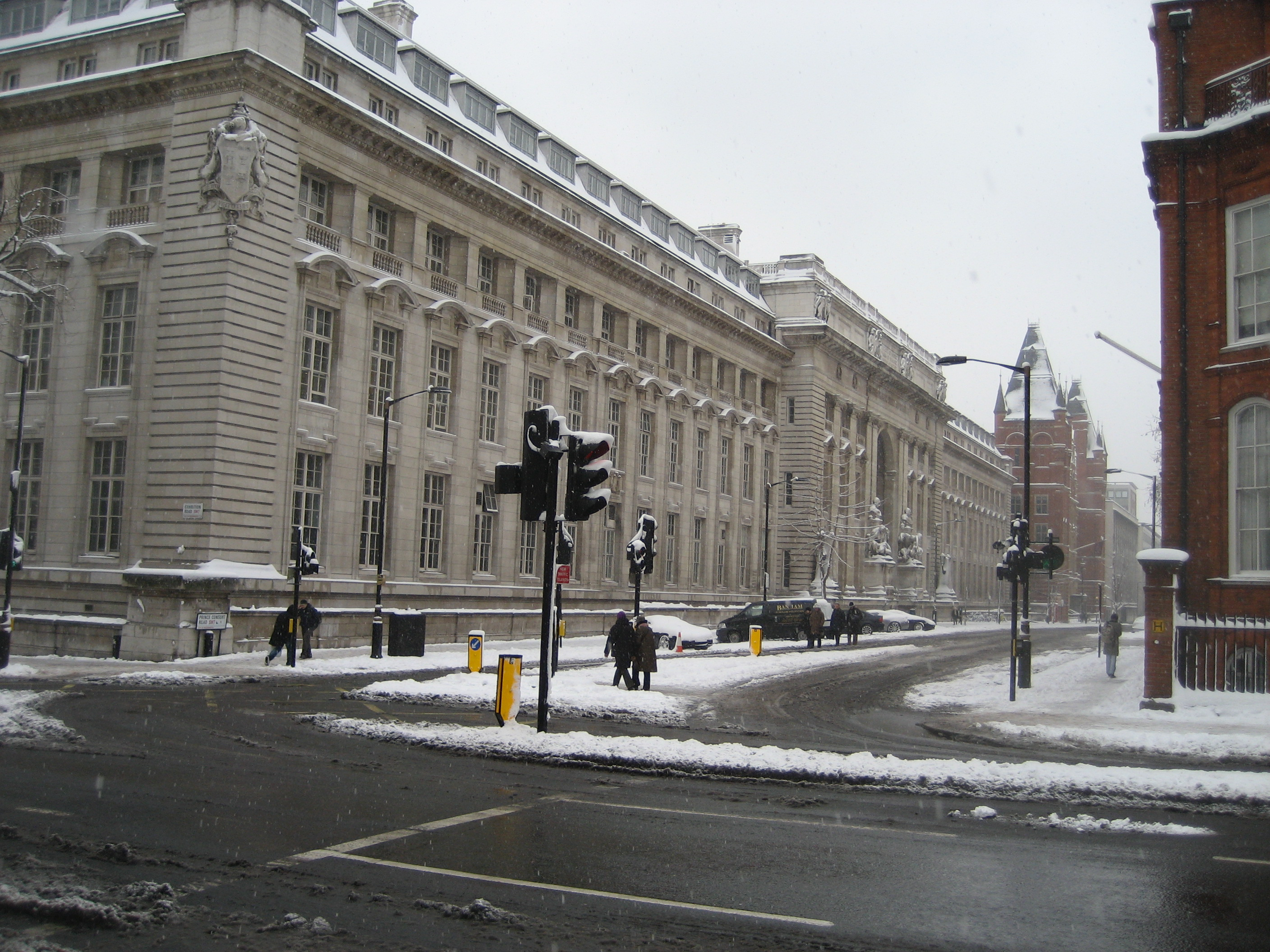
インペリアル・カレッジ・ロンドン

- インペリアル・カレッジ・ロンドン[Note 2]
- キール大学 - スタッフォードシャー
- ケント大学 - カンタベリー、メドウェイ
- キングストン大学
- セントラル・ランカシャー大学 - プレストン、バーンリー
- ランカスター大学

- リーズ大学
- リーズ芸術大学[5]
- リーズ・ベケット大学
- リーズ・トリニティ大学
- レスター大学

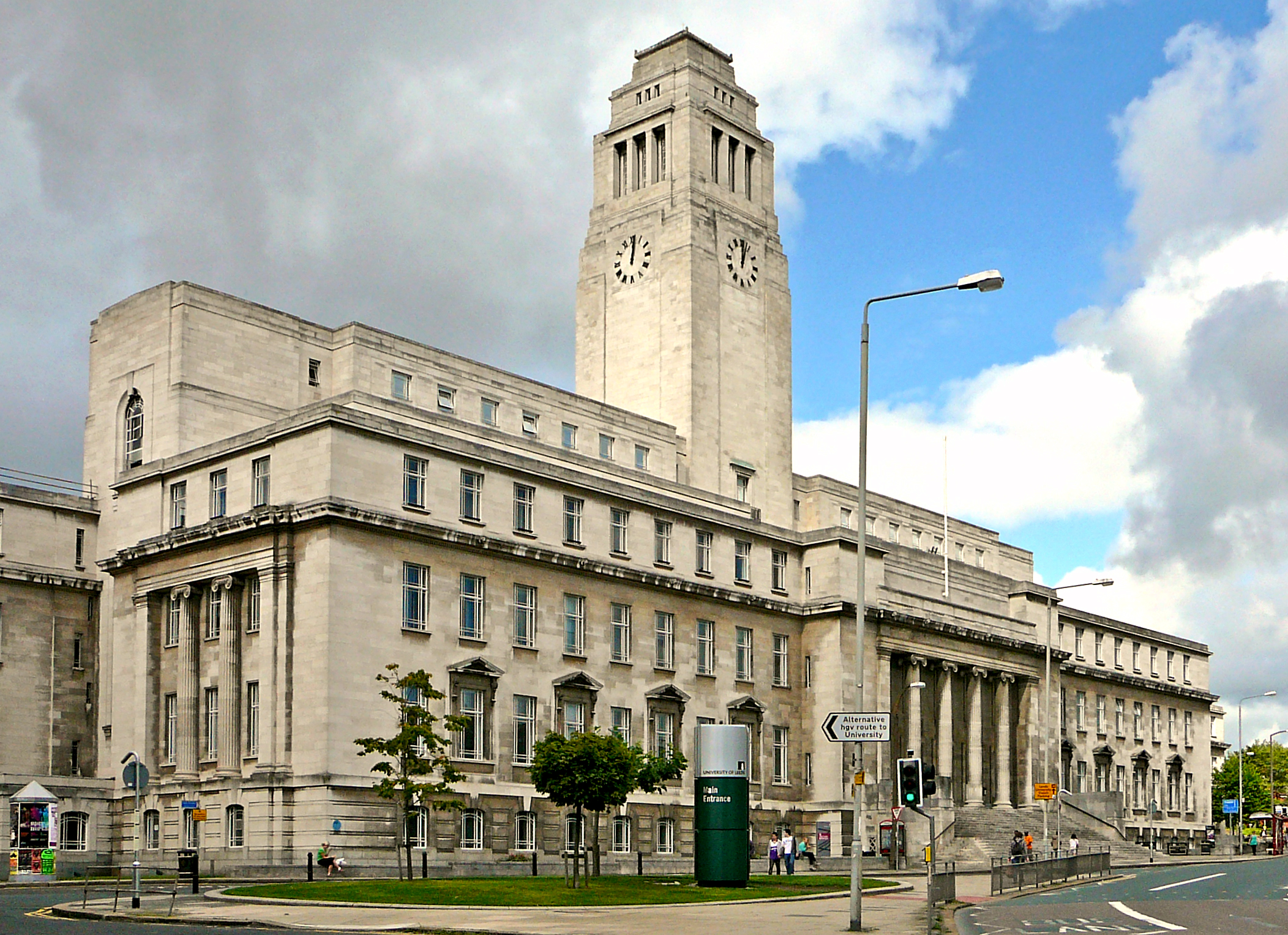
リーズ大学のParkinson Building

- リンカーン大学 - リンカーン、ライズホルム、ホルビーチ
- リヴァプール大学
- マンチェスター・ホープ大学
- リヴァプール・ジョン・ムーア大学
- ロンドン大学
- ロンドン・メトロポリタン大学
- ロンドン・サウス・バンク大学

- ラフバラー大学
- マンチェスター大学
- マンチェスター・メトロポリタン大学
- ミドルセックス大学 - ロンドン
- ニューカッスル大学
- ニューマン大学 - バーミンガム
- ノーサンプトン大学

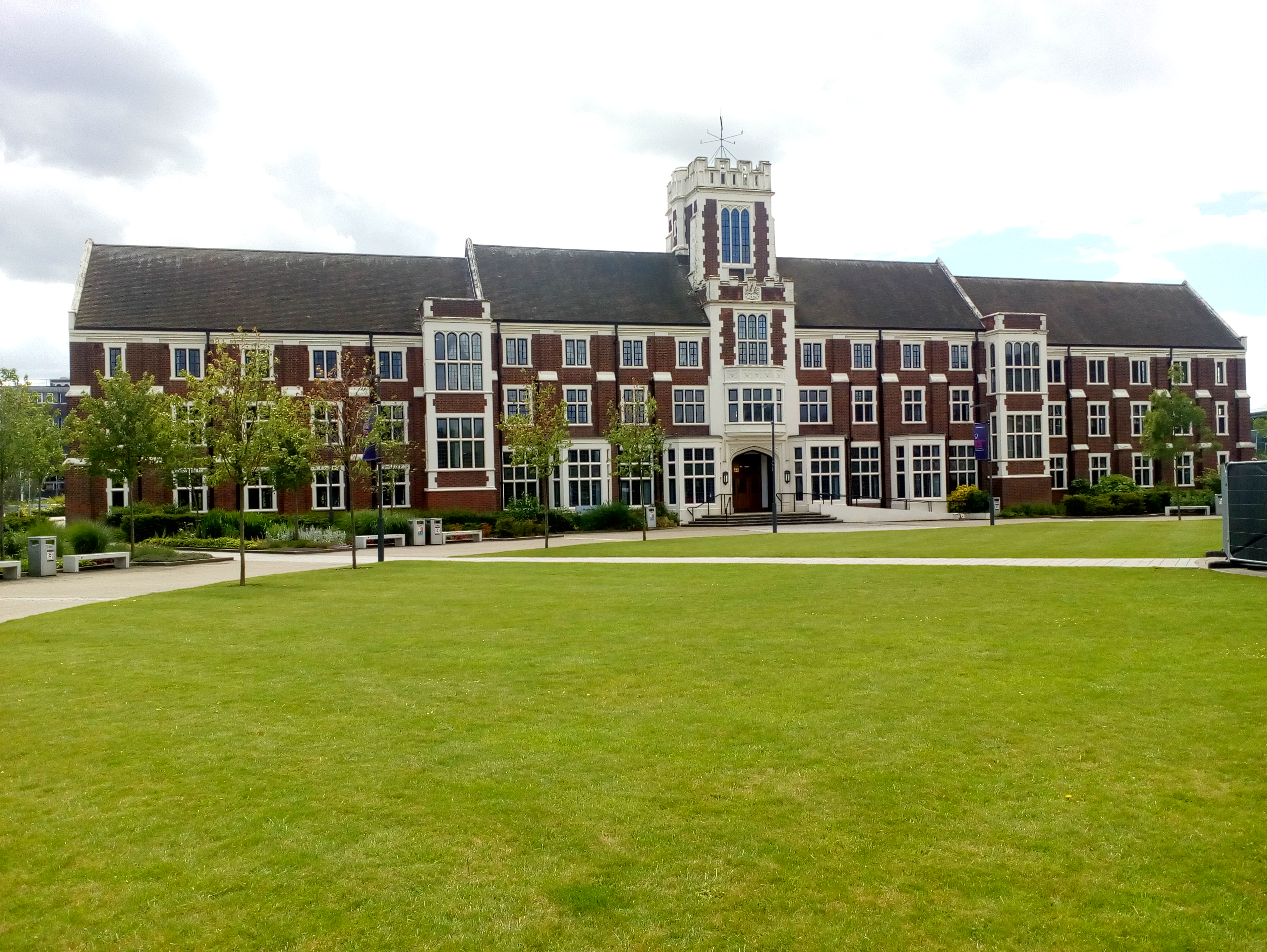
ラフバラー大学のHazlerigg Building

- ノーサンブリア大学 - ニューカッスル・アポン・タイン
- ノリッジ芸術大学
- ノッティンガム大学
- ノッティンガム・トレント大学
- オープン大学 - ミルトン・ケインズ（オープンアクセスの遠隔教育大学）
- オックスフォード大学
- オックスフォード・ブルックス大学
- プリマス・マージョン大学（旧セントマーク・アンド・セントジョン大学）
- プリマス大学
- ポーツマス大学
- クイーン・マーガレット大学 - エディンバラ
- クイーンズ・ユニバーシティ・ベルファスト
- レイヴンズボーン・ユニバーシティ・ベルファスト

- レディング大学
- リージェンツ・ユニバーシティ・ロンドン
- ロバート・ゴードン大学 - アバディーン
- ローハンプトン大学 - ロンドン
- サルフォード大学
- 王立農業大学 - サイレンセスター
- シェフィールド大学
- シェフィールド・ハラム大学

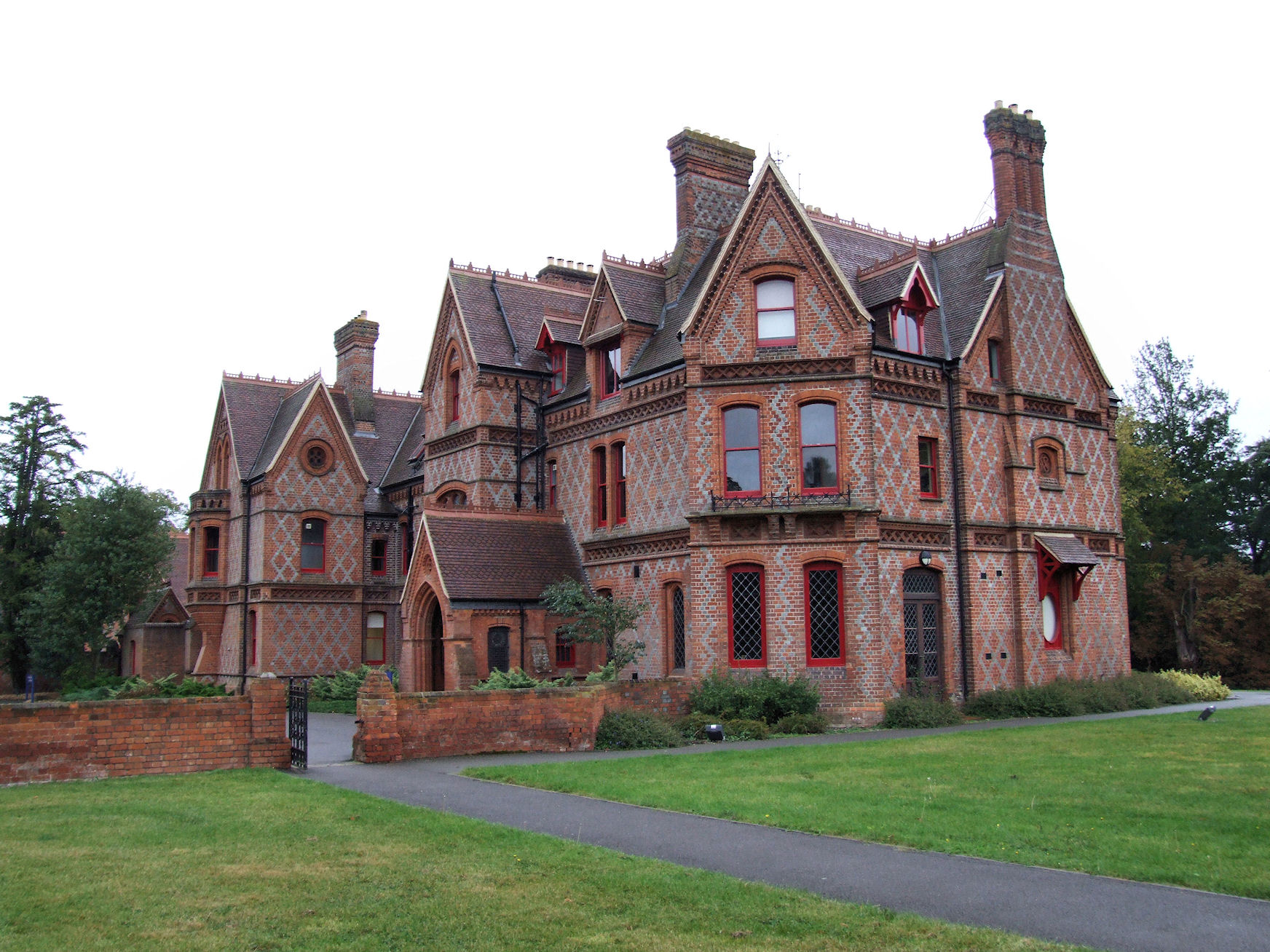
レディング大学法学部Foxhill House

- サウスウェールズ大学 - ウェールズ大学ニューポート校、グラモーガン大学の合併
- サウサンプトン大学
- ソレント大学

- セント・アンドルーズ大学

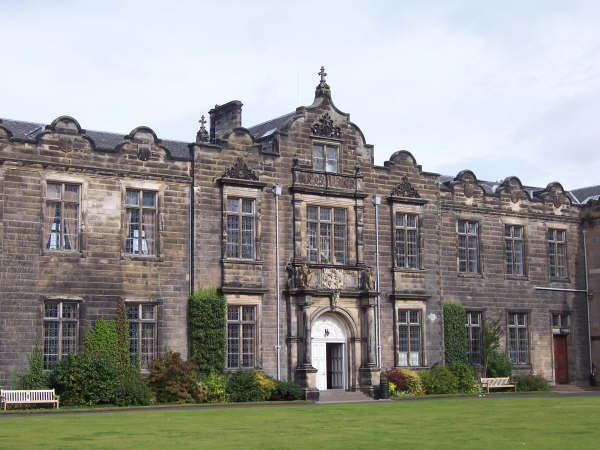
St Salvator's Quad at the University of St Andrews

- セント・メアリーズ大学 - トゥイッケナム
- スタッフォードシャー大学 - ストーク＝オン＝トレント、スタッフォード、リッチフィールド
- スターリング大学 - ブリッジ・オブ・アラン

- ストラスクライド大学 - グラスゴー

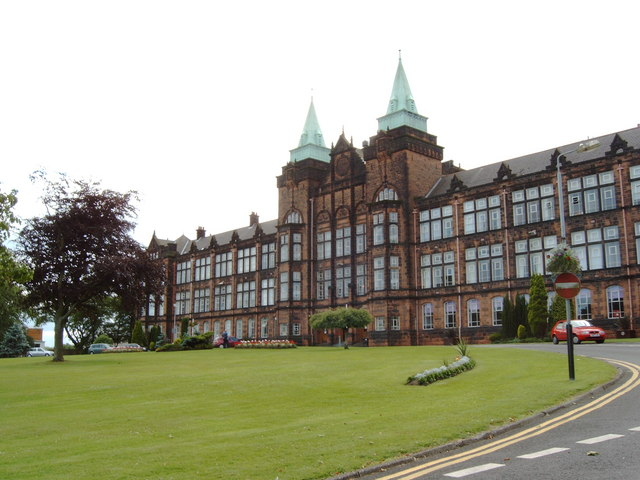
ストラスクライド大学

- サフォーク大学 - イプスウィッチ、ベリーセントエドマンズ、グレートヤーマス、ローストフト
- サンダーランド大学
- サリー大学（英語版） - ギルフォード
- サセックス大学
- スウォンジー大学
- ティーズサイド大学 - ミドルスブラ、ダーリントン

- ロンドン芸術大学

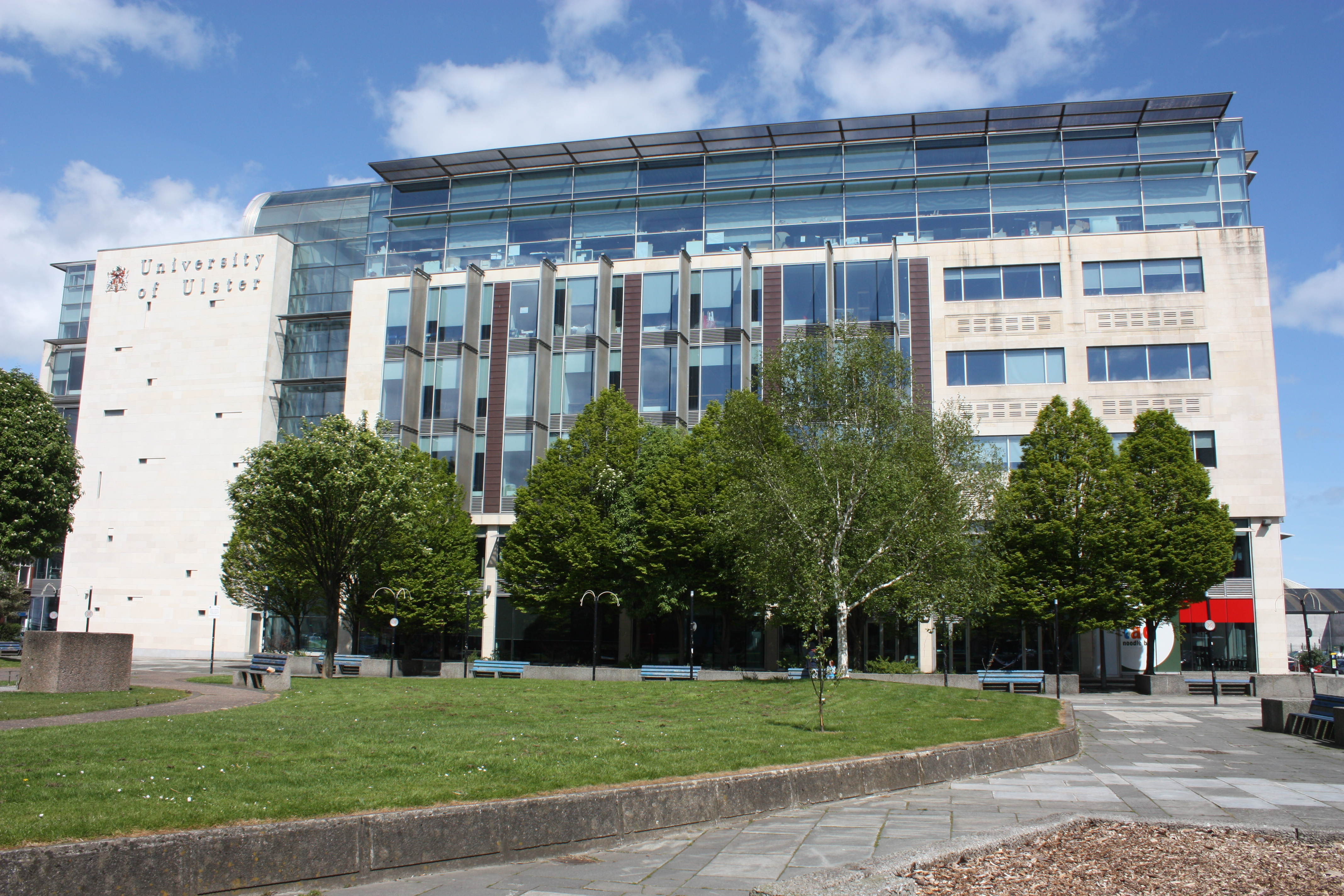
University of Ulster, Belfast

- アルスター大学 - コールレーン、ジョーダンズ・タウン、マギー、ベルファスト
- ユニバーシティ・オブ・ロー
- ウェールズ大学[Note 3]
- ウェールズ大学トリニティ・セント・デイビッド（UWTSD） - ランピター、カーマーゼン、スウォンジー
- ウォーリック大学 - コヴェントリー
- 西イングランド大学 - ブリストル
- 西スコットランド大学 - ペイズリー、ハミルトン、エア・アンド・ダンフリース
- ウェスト・ロンドン大学 - イーリング、ブレントフォード
- ウェストミンスター大学 - ロンドン
- ウィンチェスター大学
- ウルバーハンプトン大学
- ウスター大学
- レクサム・グリンドル大学
- ヨーク大学
- ヨーク・セント・ジョン大学（英語版）

## ユニバーシティ・カレッジ
イギリスのユニバーシティ・カレッジの一覧。この一覧に含まれる教育機関は、独自の学位授与権を持つ公認団体であるユニバーシティ・カレッジであり、大学一覧の教育機関（英国の大学内のカレッジを参照）や、「ユニバーシティ・カレッジ」という名称を持つ他の教育機関（ユニバーシティ・カレッジ・ロンドンなど）は含まれていない。ユニバーシティ・カレッジの称号を最近授与されたが、公認機関リストにまだその名称で掲載されていない機関や、称号を使用していない機関については、別途引用している。
- AECCユニバーシティ・カレッジ[7]
- ロンドン・インスティテュート・オブ・バンキング・アンド・ファイナンス[8]
- ユニバーシティ・カレッジ・オブ・エステート・マネジメント - レディング
- ユニバーシティ・カレッジ・オブ・オステオパシー - ロンドン
- リトル・ユニバーシティ・カレッジ

## ロンドン大学のカレッジ
ロンドン大学の加盟校はすべて、ロンドン大学の学位を授与する権利を有する機関として認められている団体である。また、独自の学位授与権を保有するものもあり、2018年のロンドン大学法成立後は、連邦大学を離れずに独自の大学資格を申請することができる。該当機関それ自体が大学（Univeristy）でもある加盟機関は、ここと上記の大学のリストの両方にリストされている。
- ロンドン大学バークベック校
- ロンドン大学シティ校
- セントラル・スクール・オブ・スピーチ・アンド・ドラマ
- コートールド美術研究所
- ゴールドスミス・カレッジ
- ロンドン大学癌研究所
- キングス・カレッジ・ロンドンThe King's Building of King's College London
- ロンドン・ビジネス・スクール

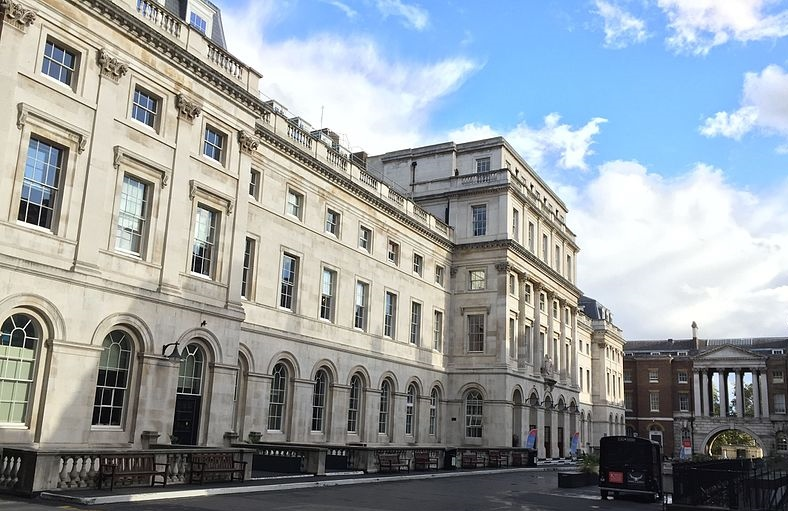
The King's Building of King's College London

- ロンドン・スクール・オブ・エコノミクス（LSE）
- ロンドン大学衛生熱帯医学校
- ロンドン大学クイーン・メアリー
- 王立音楽院
- ロイヤル・ホロウェイ - エガム
- 王立獣医学校
- セント・ジョージズ
- 東洋アフリカ研究学院 (SOAS)
- ユニバーシティ・カレッジ・ロンドン (UCL)

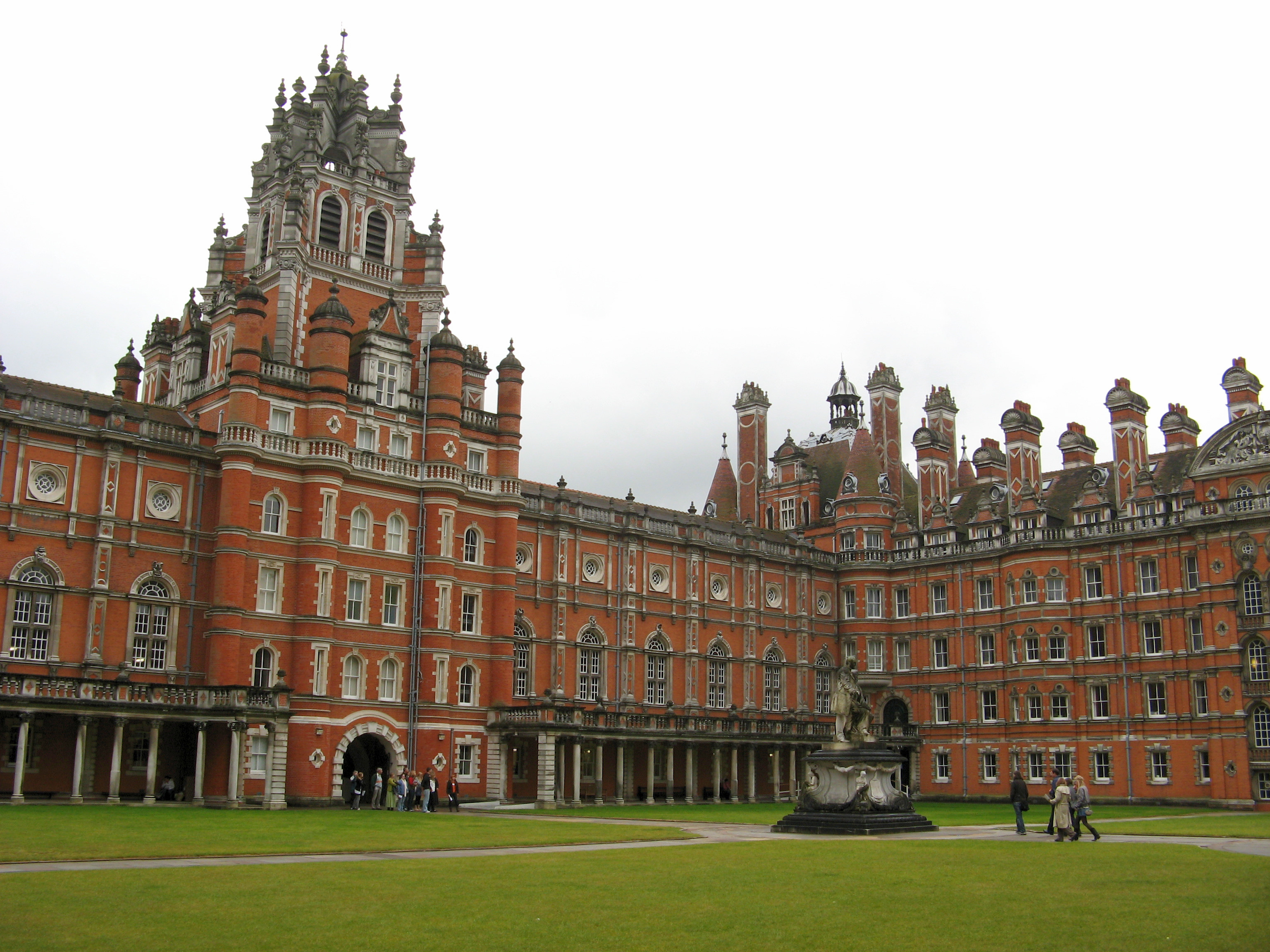
The Founder's Building of Royal Holloway

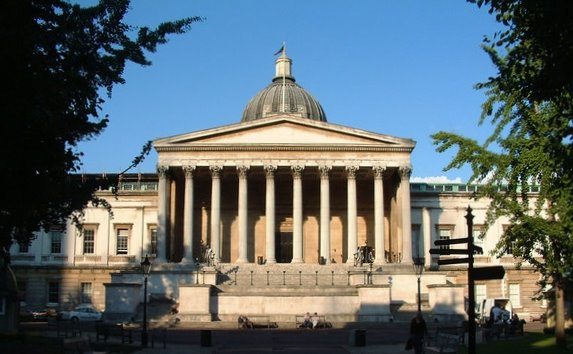
University College London Main Building

## その他の認定機関
大学（またはロンドン大学のカレッジ）やユニバーシティ・カレッジでもないが、独自の学位授与権を持つ教育機関の一覧。
- アシュリッジ・エグゼクティブ・エデュケーション
- ブリティッシュ・アンド・アイルランド・モダン・ミュージック・インスティテュート
- ダイソン工科大学[10][11]
- ギルドホール音楽演劇学校
- リバプール熱帯医学校
- ロンドン・インターディシプリナリー・スクール（London Interdisciplinary School）[12]
- NCG
- ノースイースタン大学ニュー・カレッジ・オブ・ザ・ヒューマニティーズ[13]
- ノーランド・カレッジ
- プリマス・カレッジ・オブ・アート
- 長老派神学校 (アイルランド)（連合神学校）
- アメリカ国際大学ロンドン校[2][14]
- ローズ・ブルフォード・カレッジ・オブ・シアター・アンド・パフォーマンス
- ロイヤル・カレッジ・オブ・ミュージック
- ロイヤル・カレッジ・オブ・アート
- スコットランド王立音楽院
- ロイヤル・ノーザン・カレッジ・オブ・ミュージック
- トリニティ・ラバン音楽・舞踊学校

### 準学士号のみを授与できる認定機関
これらの機関は、準学士号（Foundation degree）授与の権限のみを有する公認機関である。
- ブラックプール・アンド・ザ・フィルデ・カレッジ
- コーンウォール・カレッジ・グループ
- グリムズビー・インスティテュート
- ハル・カレッジ
- リーズシティカレッジ
- ニュー・カレッジ（ダラム
- ニューカッスル・カレッジ（上記NCGの一部）
- ウォリックシャー・カレッジ

## 廃止された大学機関
廃止された大学、ユニバーシティ・カレッジ、ポリテクニック、国立大学のカレッジの一覧。

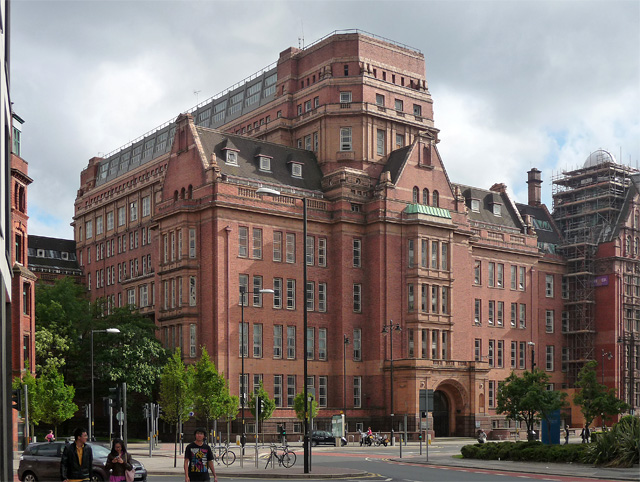
Former University of Manchester Institute of Science and Technology (UMIST) main building, now used by The University of Manchester

- University of Durham:
  - Armstrong College, Durham – Merged with University of Durham College of Medicine to form King's College, Durham (now Newcastle University)
  - University of Durham College of Medicine – Merged with Armstrong College, Durham to form King's College, Durham (now Newcastle University)
- Fraserburgh University, Aberdeenshire (1592–1605)
- University of Glamorgan, Cardiff, Trefforest and Glyntaff – Merged with University of Wales, Newport to form University of South Wales
- King's College, Aberdeen – Merged with Marischal College, Aberdeen to form University of Aberdeen
- University of London:
  - Bedford College, London – Merged with Royal Holloway College to form Royal Holloway and Bedford New College (now Royal Holloway, University of London)
  - Heythrop College – closed 2018
  - Westfield College, London – Merged with Queen Mary, University of London
  - Wye College – Merged with Imperial College
- London Guildhall University – Merged with University of North London to form London Metropolitan University

- University of Manchester Institute of Science and Technology (UMIST) – Merged to form University of Manchester
- Marischal College, Aberdeen (1593–1858) – Merged with King's College, Aberdeen to form University of Aberdeen
- Mason Science College, Birmingham – Merged to form Mason College, now the University of Birmingham
- University of North London – Merged with London Guildhall University to form London Metropolitan University
- University of Northampton (1261–1265) (not to be confused with the current University of Northampton, which has no direct connection with the medieval foundation)
- Queen's University of Ireland, Belfast, Cork and Galway – Closed, replaced by Royal University of Ireland
- Royal University of Ireland, Belfast, Cork and Galway – Closed, replaced by National University of Ireland
- University College Salford – Merged with the University of Salford
- University College Scarborough – taken over by University of Hull
- Federal University of Surrey – Divided into University of Surrey and Roehampton University
- Surrey Institute of Art & Design, University College, Farnham and Epsom – Merged to form University for the Creative Arts
- Swansea Metropolitan University – Merged with University of Wales Trinity Saint David
- Trinity University College, Carmarthen – Merged with University of Wales, Lampeter to form University of Wales Trinity Saint David
- Ulster Polytechnic – Merged with New University of Ulster to form University of Ulster
- New University of Ulster – Merged with Ulster Polytechnic to form University of Ulster
- Victoria University, Manchester, Liverpool and Leeds – Merged with Owen's College, Manchester, to form Victoria University of Manchester; Other colleges become University of Leeds and University of Liverpool
- Victoria University of Manchester – Merged to form Manchester University
- University of Wales:
  - University of Wales College of Medicine, Cardiff – merged with Cardiff University
  - University of Wales Institute of Science and Technology, Cardiff – Merged with University of Wales College Cardiff to form University of Wales, Cardiff (now Cardiff University)
  - University of Wales Lampeter – Merged with Trinity University College to form University of Wales Trinity Saint David
  - University of Wales, Newport – Merged with University of Glamorgan to form University of South Wales

## 英国にキャンパスを持つ外国の大学
英国に本拠地を置いてはいるが、これらは英国の大学とはみなされず、上記のカテゴリのいずれかに別途記載されていない限り、英国政府から英国の学位授与機関として認められていない。
海外高等教育機関」には、「英国の高等教育課程と同等の学位レベルの海外コース」を提供するものとして、英国政府から学生ビザの発給のために承認されているものが40校ある。また、海外の大学には、「登録団体」から英国での学位獲得につながる課程を提供する「登録団体」である分校が2つある。以下は、英国で認可された海外高等教育機関等の海外大学とそのキャンパス所在地である。
- Advanced Studies in England Ltd - バース
- American University of the Caribbean - サウソール
- Amity University [IN] London - ロンドン (listed body[17] providing courses leading to UK degrees from the University of Northampton and the University of Bolton[18])
- アルカディア大学 - ホルボーン
- ボストン大学 London Programme - ロンドン
- セントラル・カレッジ (アイオワ州) - ロンドン
- Centre for Medieval and Renaissance Studies - オックスフォード
- Florida State University International Programs Association UK - ロンドン
- フォーダム大学 - ロンドン
- ジョージタウン大学 - ロンドン
- Girne American University Canterbury - カンタベリー
- Global Education Oregon in London - ロンドン
- グリネル・カレッジ - ロンドン
- ハーディング大学 - ロンドン
- Harlaxton College, Grantham (part of the University of Evansville[19])
- ホリンズ大学 - ロンドン
- Bader International Study Centre, Hailsham (part of Queen's University at Kingston in Canada[20])
- Irish School of Ecumenics, Trinity College Dublin, Belfast
- イサカ・カレッジ - ロンドン
- ジェームズ・マディソン大学 - ロンドン
- ローレンス大学 - ロンドン
- Limkokwing University of Creative Technology - ロンドン
- ルーサー・カレッジ Study Centre - ノッティンガム
- MUN (UK) Ltd, Old Harlow (part of Memorial University[21])
- New College of the Humanities at Northeastern, London (part of Northeastern University)
- ニューヨーク大学 in London - ロンドン
- ペパーダイン大学 UK Ltd - ロンドン
- ランドルフ・カレッジ - レディング
- サムフォード大学 London Study Centre - ロンドン
- St George's International School of Medicine Ltd - ウィンチェスター
- セント・クラウド州立大学 - アルンウィック
- セント・ローレンス大学 London Programme - ロンドン
- Stetson College of Law Autumn in London Program - ロンドン
- Syracuse University London Program - ロンドン
- 帝京大学ダラムキャンパス - ダラム
- The Aga Khan University (International) in the United Kingdom - ロンドン
- シカゴ大学ブース・スクール・オブ・ビジネス- ロンドン
- ノースカロライナ大学 - ロンドン
- ノートルダム大学 - ロンドン
- バルパライソ大学 Study Center - ケンブリッジ
- Wisconsin in Scotland Trust - ダルキース (part of University of Wisconsin, River Falls[22])
- Wroxton College of Fairleigh Dickinson University - バンベリー

## イギリス海外領の大学
イギリス海外領の大学は、イギリスの大学とはみなされず、イギリス政府からイギリスの学位授与機関として認められていない。
- 西インド諸島大学オープン・キャンパス - アンギラ、英領ヴァージン諸島、ケイマン諸島、モントセラト、タークス・カイコス諸島にそれぞれに拠点がある。

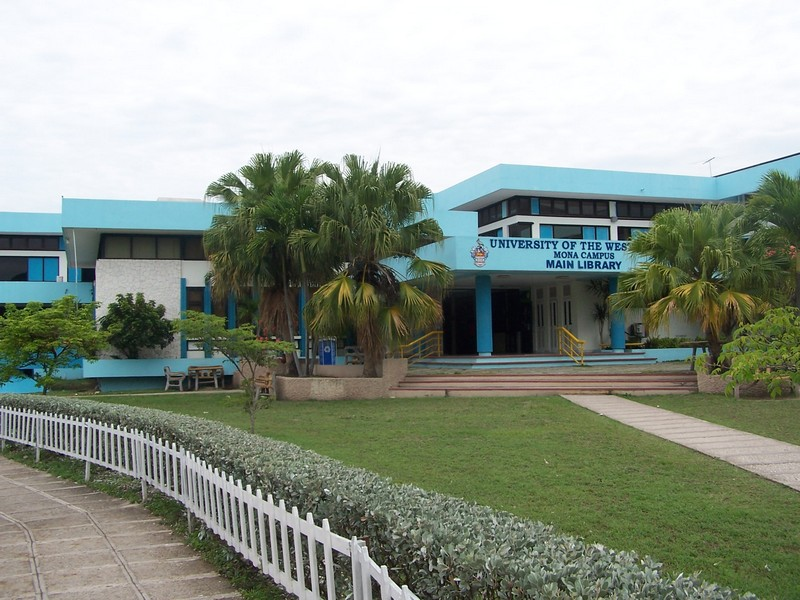
University of the West Indies in Mona

### アンギラ
- セント・ジェームス医学校

### バミューダ
- バミューダ・カレッジ

### ケイマン諸島
- ケイマン諸島ロースクール - リバプール大学と提携
- インターナショナル・カレッジ・オブ・ザ・ケイマン・アイランズ: 私立大学
- セント・マシューズ大学 - 私立大学（医学部、獣医学部を置く）
- ユニバーシティ・カレッジ・オブ・ザ・ケイマン・アイランズ - ケイマン諸島唯一の公立大学

### ジブラルタル
- ジブラルタル大学

### モントセラト
- 科学芸術技術大学[24]
- カリブ・アメリカ大学

### タークス・カイコス諸島
- カリスマ大学

## 王室属領の大学
マン島にある大学機関については、マン島の大学一覧を参照せよ。チャンネル諸島には大学はない。2013年にガーンジー州が同地への大学開設を承認した。しかし、2017年2月現在、この計画に進展はない。